# Expédition Endurance
Pour les articles homonymes, voir Endurance (homonymie).
Cet article fait partie d'un « thème de qualité » labellisé en 2011.
 (mars 2022).
Caractéristiques
L’expédition Endurance d'Ernest Shackleton, officiellement appelée Imperial Trans-Antarctic Expedition (1914 - 1917), est la quatrième expédition britannique en Antarctique au XXe siècle. Elle visait à traverser ce continent de part en part mais fut un échec. Elle est pourtant devenue célèbre à la suite de l'odyssée qu'ont vécue les membres de l'expédition et leur chef Ernest Shackleton. Ils réussirent, malgré la perte de leur bateau, à survivre à l'extrême rigueur de l'Antarctique et à revenir de leur périple par leurs propres moyens.
Les 28 naufragés de l’Endurance ont survécu pendant 22 mois à des milliers de milles de la terre habitée la plus proche avec des provisions en quantité limitée et en subissant des températures allant jusqu'à −45 °C. Leur traversée désespérée mais salvatrice vers l'île de Géorgie du Sud pour rejoindre une station baleinière constitue l'un des points d'orgue de leur exploit.
La seconde équipe de l'expédition, envoyée en mission d'approvisionnement de l'équipe de Shackleton à l'opposé du continent à bord de l’Aurora, a également vécu une situation critique de survie. L'aventure s'est soldée par la mort de trois hommes ; contrairement à la première équipe dont les membres ont tous eu la vie sauve.
La Première Guerre mondiale faisant rage, aucune tentative de sauvetage des disparus n'a jamais été entreprise par le Royaume-Uni.
Outre les témoignages écrits, une grande partie de l'expédition a été photographiée. De nombreux livres ont été publiés après l'expédition, dont certains écrits par des membres de celle-ci. Plusieurs films documentaires ont également été réalisés.
L'expédition est considérée comme la dernière expédition importante de l'âge héroïque de l'exploration en Antarctique (1895-1922).

## Contexte historique
- Le voyage de l’Endurance
- La dérive de l’Endurance pris dans les glaces
- Après que le navire a coulé, dérive sur le pack et voyage en canot vers l'île de l'Éléphant
- Le voyage du canot James Caird jusqu'en Géorgie du Sud
- Le trajet de l'expédition tel qu'il était prévu à l'origine
- Le voyage de l’Aurora
- La prise dans le pack de l’Aurora et son remorquage, laissant sur place une partie de l'équipe
- La mise en place des dépôts de provisions

L'expédition Endurance sur une carte de l'Antarctique tel qu'il est connu de nos jours.

L'expédition Endurance était la première expédition britannique à partir pour l'Antarctique depuis le Royaume-Uni depuis que le Norvégien Roald Amundsen était devenu, avec l'expédition Amundsen, le premier homme à atteindre le pôle Sud en décembre 1911.
Pendant la décennie précédente, le Royaume-Uni avait lancé trois expéditions pour tenter de devenir la première nation à atteindre le pôle Sud.
Ernest Shackleton était membre de l'expédition Discovery, la première expédition, et chef lors de la seconde, l'expédition Nimrod. Il s'était trouvé lors de cette deuxième tentative à une distance d'environ 180 kilomètres du pôle avant de devoir faire marche arrière en raison du manque de provisions. Il était donc devenu célèbre comme étant, pendant un certain temps, l'homme qui est allé le plus près du pôle Sud.
En janvier 1912, le capitaine de la Royal Navy Robert Falcon Scott, premier « rival » de Shackleton, mourut de froid avec les quatre autres hommes de son équipe, au cours de son long voyage de retour ; précédé de 35 jours dans la conquête du pôle Sud par le norvégien Roald Amundsen.
C'est dans ce contexte qu'Ernest Shackleton avait demandé à être financé pour un voyage qui serait le premier à porter le drapeau du Royaume-Uni à travers le continent Antarctique du sud de la mer de Weddell dans l'océan Atlantique, au sud de la mer de Ross dans le Pacifique en passant par le pôle. Seul un autre explorateur avait tenté de réaliser ce même exploit. En 1911, l'explorateur allemand Wilhelm Filchner avait conduit une expédition à la mer de Weddell, découvrant ainsi la côte de Luitpold, et à son extrémité la plus au sud, la baie de Vahsel (latitude 78° sud). Cependant, Filchner ne pouvant pas installer avec succès sa base sur le continent, il fut forcé de retourner en Europe sans avoir commencé la partie continentale du voyage.
Le plan de Shackleton prévoyait que son expédition atteigne la baie de Vahsel, de Filchner, un territoire connu, d'où il tenterait sa propre traversée du continent. L'autre partie de l'expédition construirait, depuis la barrière de Ross, des dépôts d'approvisionnements qui seraient nécessaires pour terminer le voyage transcontinental de près de 3 000 kilomètres. La difficulté première était d'arriver à franchir la mer de Weddel, qui est obstruée par la banquise une grande partie de l'année, pour débarquer les hommes et le matériel.

## Objectifs scientifiques

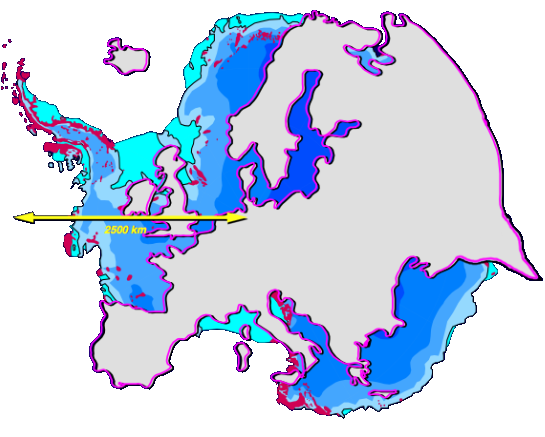
Comparaison entre l'Europe et l'Antarctique. Celui-ci fait environ 2500 km de rayon.

Outre le défi que représentait la première traversée du continent antarctique et donc la découverte de nouveaux territoires pour le compte du Royaume-Uni, Shackleton prévoyait un certain nombre de travaux scientifiques :
- au niveau de la base établie dans la mer de Weddell, un groupe devait étudier la faune tant terrestre que marine et faire des relevés météorologiques ;
- respectivement dans la terre de Graham et dans la terre d'Enderby, deux détachements circulant à traîneaux devaient effectuer un certain nombre d'observations essentiellement de nature géologique ;
- dans la mer de Ross, des études géologiques devaient également être menées sur le glacier Beardmore afin de mieux connaître l'histoire du continent ;
- enfin, les deux bateaux étant équipés pour effectuer tous les types de travaux hydrographiques, le relevé des fonds marins le long des côtes était aussi prévu.

## Préparation et financement de l'expédition
Shackleton dut frapper à plusieurs portes pour réunir les fonds nécessaires à son entreprise. Parmi les bailleurs de fonds les plus importants, on retrouve le gouvernement britannique pour 10 000 livres sterling et le riche industriel James Key Caird pour la somme très importante de 24 000 £. D'autres bienfaiteurs se manifestèrent comme Janet Stancomb-Wills, fille d'un magnat du tabac, et Dudley Docker, de la Birmingham Small Arms Company. D'autres contributions modestes sont à signaler comme celles de la Société royale de géographie pour 1 000 £ ou encore les souscriptions lancées dans de nombreuses écoles de tout le Royaume-Uni qui avaient l'honneur de pouvoir baptiser de leur nom le chien parrainé.
Shackleton fit l'acquisition de deux navires : l’Endurance pour son équipe de la mer de Weddell et l’Aurora pour l'équipe de la mer de Ross.
Pour recruter les équipages, Shackleton fit passer dans les journaux le 1er janvier 1914 l'annonce :

« Recherche hommes pour voyage périlleux. Petits gages. Froid rigoureux. Longs mois de totale obscurité. Dangers permanents. Retour incertain. Honneur et reconnaissance en cas de succès,. »

Il reçut cinq mille réponses positives et retint la candidature de cinquante-six hommes.
Les deux équipes rencontrèrent des difficultés dans leurs voyages mais l'histoire de celle emmenée par Shackleton sur l'Endurance est de loin la plus connue.

## L'expédition d'Ernest Shackleton

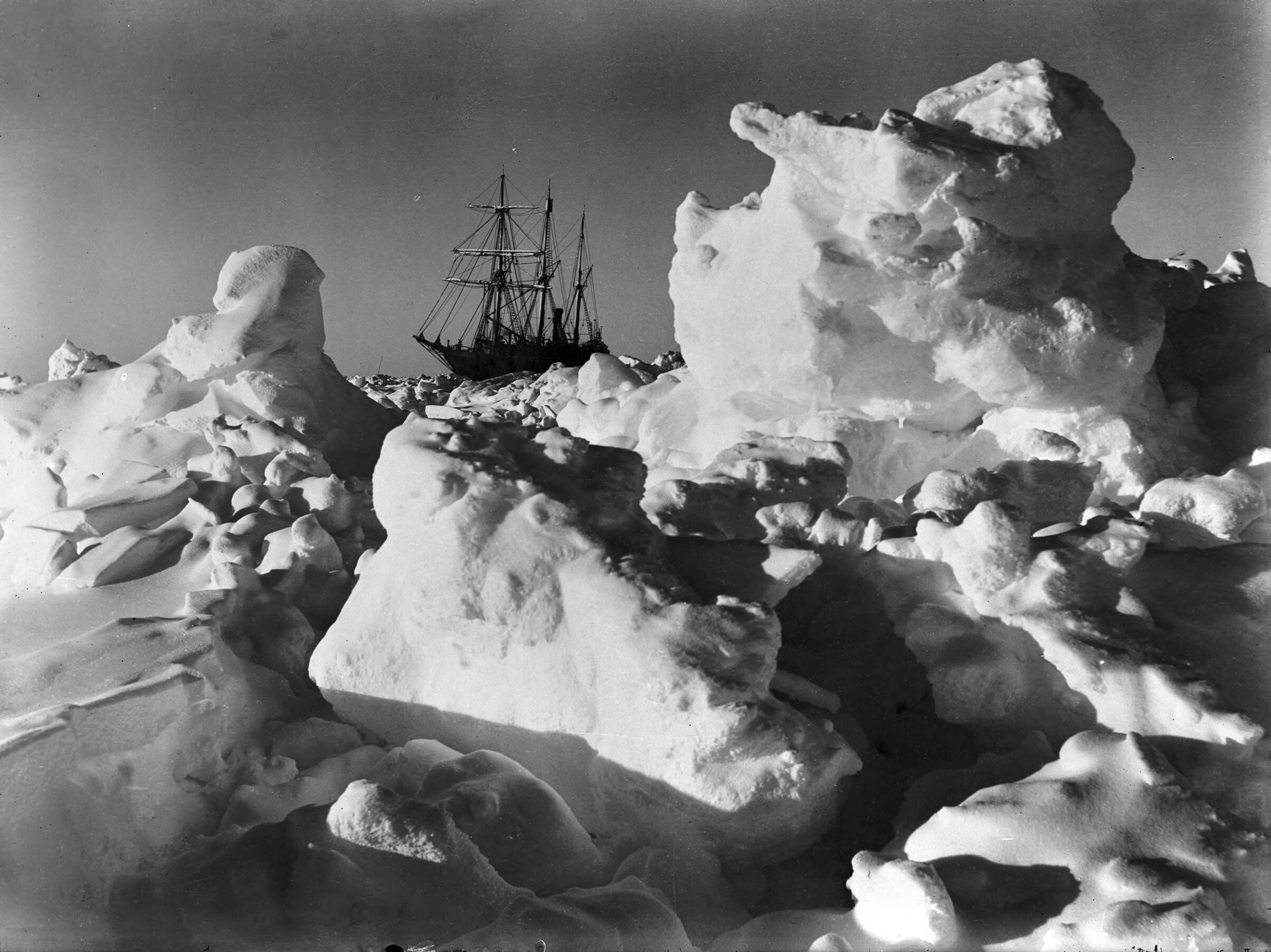
LEndurance pris dans les glaces en février 1915.

Alors que Shackleton hésite encore à appareiller, Winston Churchill lui demande de lever l'ancre. L’Endurance quitte Plymouth le 9 août 1914, fait escale brièvement à Buenos Aires puis à Grytviken en Géorgie du Sud où l'équipage patientera un mois avant de poursuivre plus au sud car le pack s'étend très au nord cette année 1914. Le 5 décembre 1914, le bateau appareille vers la côte antarctique avec 28 hommes à bord. L'expédition rencontre pour la première fois la banquise juste avant la nouvelle année 1915. Shackleton estime alors que l'Endurance est capable d'atteindre son but.
Le 10 janvier 1915, ils parviennent au pied des grandes murailles de glace de 30 mètres qui masquent la portion de côte antarctique de la Terre de Coats découverte et baptisée par le dernier explorateur britannique à avoir navigué dans cette zone, William Speirs Bruce en 1904.
Le 12 janvier 1915, ils franchissent la latitude 74° Sud et pénètrent une région inexplorée au nord de la côte de Luitpold. Shackleton devait appeler cette partie du littoral la côte de Caird du nom du commanditaire de l'expédition, James Key Caird.
Plus le navire avance, plus la progression se fait difficile mais Shackleton reste confiant. Mi-janvier, la distance quotidienne franchie par le bateau devient très variable : parfois le bateau se trouve bloqué par la glace, d'autres fois cette dernière est suffisamment fragmentée pour permettre au navire d'avancer en eau libre. Finalement, l'expédition atteint son but : la latitude 78°Sud.
Le 19 janvier 1915, l’Endurance se trouve définitivement bloquée par la glace Les semaines suivantes, la glace se morcelle à quelque 180 mètres du bateau et se ramollit partiellement autour de la coque de ce dernier mais le navire reste piégé. Les tentatives pour le libérer s'avèrent vaines.

### La dérive de l'Endurance

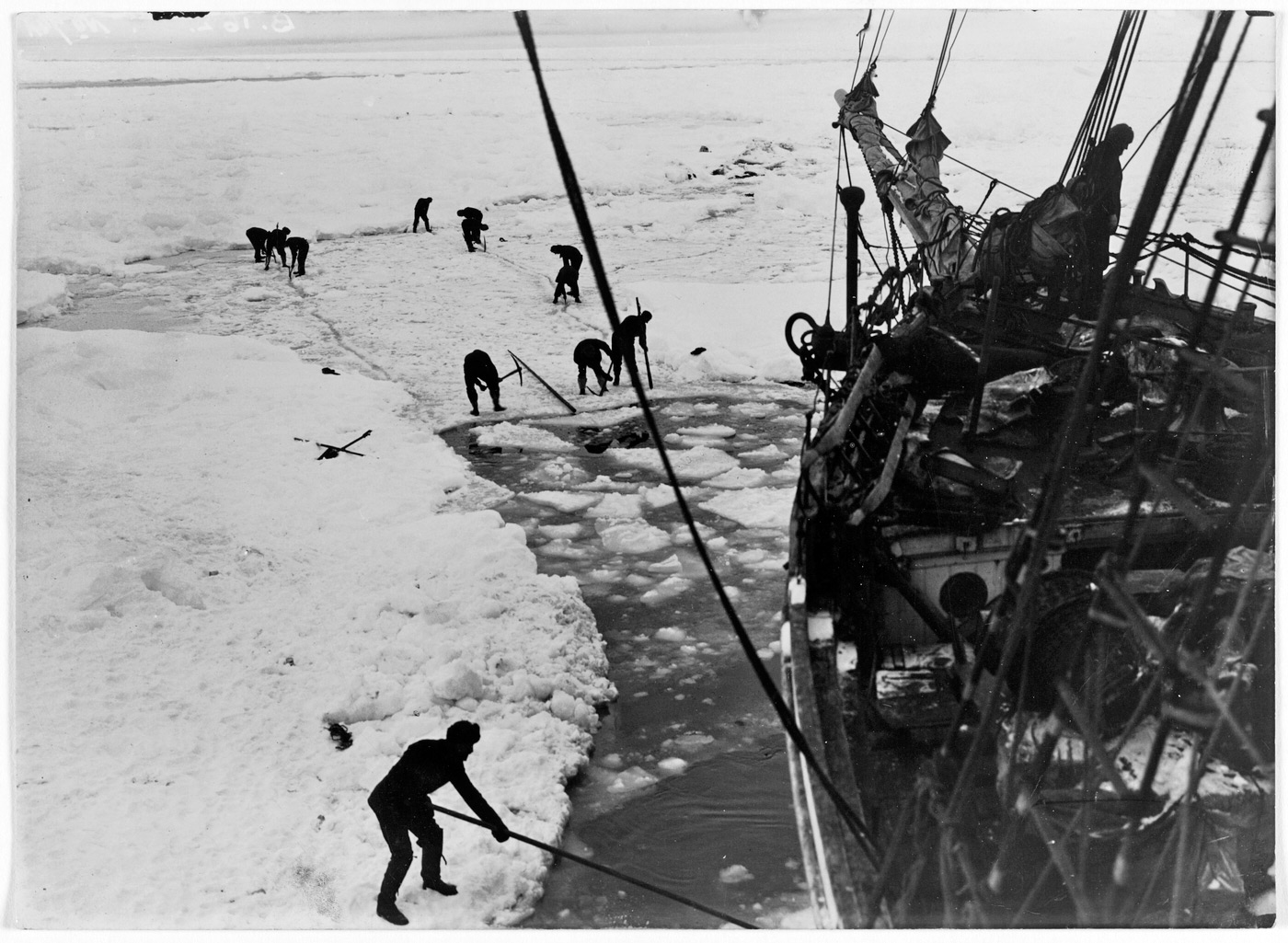
L'équipage essayant de libérer le navire.

Aussi désespérée que puisse paraître la situation, Shackleton écrivit plus tard que l'immobilisation du bateau n'était pas, de prime abord, inquiétante. Il était courant pour un navire de se retrouver pris au piège de la banquise, avant d'en être libéré par sa fonte. Le seul regret de Shackleton est de ne pas avoir stoppé plus tôt la course du bateau afin d'installer un camp près d'un endroit qui aurait permis de lancer l'expédition terrestre au printemps suivant.
Le courant entraîne peu à peu le bateau captif des glaces vers l'ouest, puis vers le nord. Tel que le consigne le capitaine de l’Endurance, Frank Worsley, alors que la banquise ne dérive que de quelques milles en février 1915, elle accélère vers le nord éloignant de plus en plus l’Endurance de la côte de Luitpold. Cela met fin aux espoirs de Shackleton de traverser le continent à la saison suivante.
Le 1er mai 1915, le soleil se lève une dernière fois sur l'Antarctique avant l'hiver et la banquise de laquelle l’Endurance est prisonnière ne forme qu'une surface de quelques milles carrés. Shackleton estime alors que la glace se rompra au retour de l'été ou, lorsque la banquise aura entraîné le bateau dans l'extrême nord de la mer de Weddell.
Cependant, en juillet 1915, Shackleton informe le capitaine Worsley qu'il considère l’Endurance comme bientôt perdue. Il apparaît que la libération du navire n'est pas évidente : à mesure que la glace se brise, d'énormes morceaux de banquise se déplacent puis s’agrègent de nouveau avec force, ce qui rend vains les efforts de l'équipage pour dégager le bateau. Du mois d'août 1915 jusqu'au mois d'octobre 1915, les hommes observent que de dangereuses fissures s'ouvrent dans la glace puis se referment. Bien que ce navire soit en mesure de résister à des pressions importantes, le 24 octobre 1915, le navire est enfoncé à tribord par la banquise. La pression de la glace contre le flanc du navire augmente jusqu'à ce que le pont se torde et se fende. L'eau commence à affluer dans le navire. La rupture du bois produisit des bruits terrifiants que les marins ont décrit par la suite comme ressemblant à ceux « de grands feux d'artifice » ou de « détonation de canons ». Sans relâche, l'équipage tente d'évacuer l'eau en pompant.
Quelques jours plus tard, le 27 octobre 1915, Shackleton donne l'ordre d'abandonner le navire. L'équipage se transporte sur la glace, alors que la température est de −25 °C, avec les chiens de traîneau, une partie des vivres et les trois canots de sauvetage. Les photographies et le matériel photographique sont sauvés du navire en perdition dans les semaines qui suivent.
Partiellement inondé et sous la pression accrue de la glace, l’Endurance disparaît sous les eaux à 69° 00′ S, 51° 30′ O le 21 novembre 1915.

### Les tentatives à traîneau

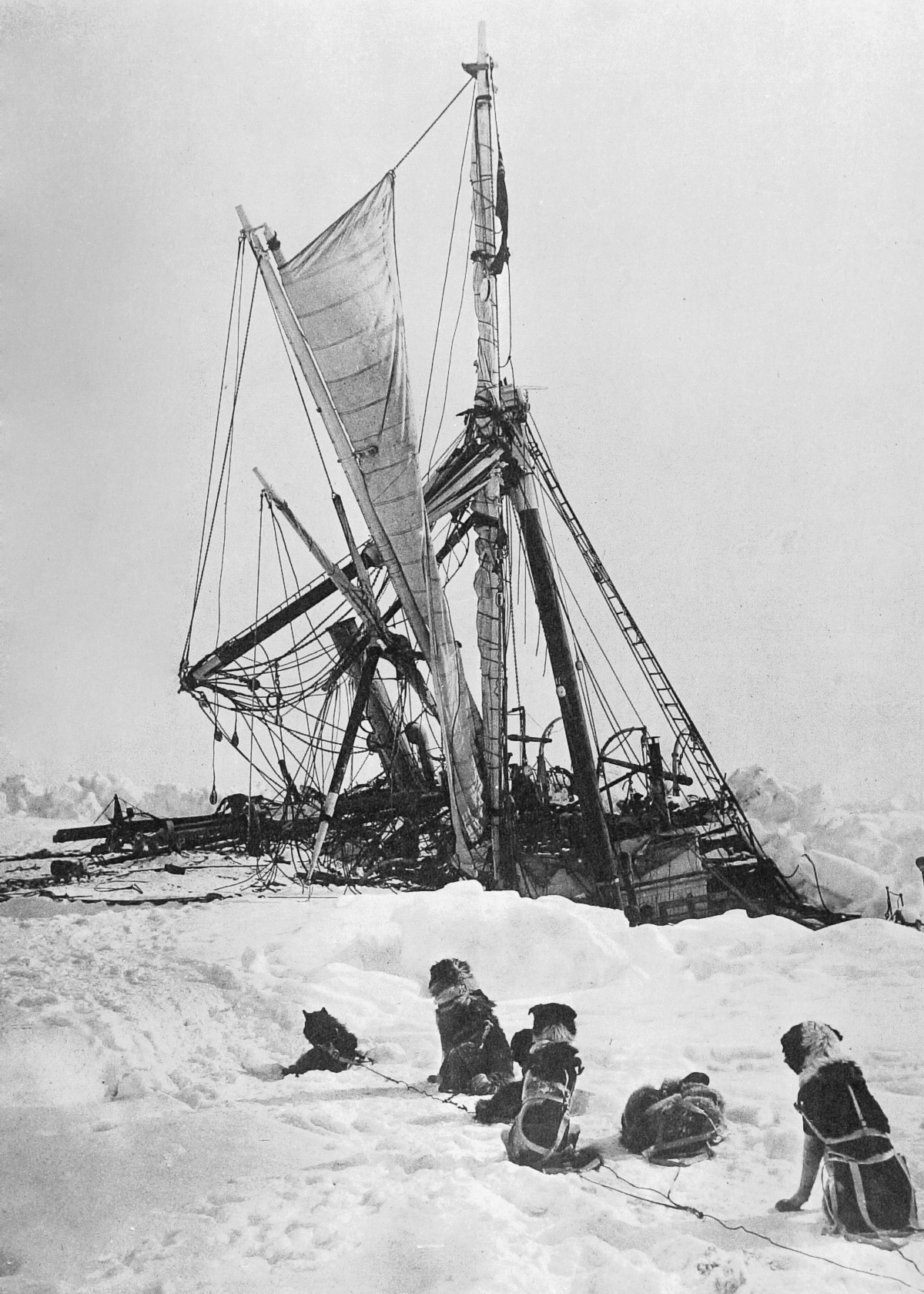
L' sur le point de couler en novembre 1915.

En l'absence d'une partie des provisions coulée avec le bateau, la poursuite de l'expédition n'est plus envisageable et Shackleton fait savoir à ses hommes qu'il n'est plus question que de rentrer au Royaume-Uni. Il compte diriger son équipe vers l'île Paulet qui avait été un refuge de l'expédition suédoise Antarctic quatorze ans plus tôt.
Il pense que cette île n'est qu'à 450 km à l'ouest de leur position et à distance raisonnable étant donné le stock de provisions en leur possession. Toutefois, la marche entreprise en traîneau se révèle plus lente que prévu. Le relief de la glace rend la progression difficile. Sous la pression horizontale croissante, la banquise forme des monticules et des crêtes parfois hautes de trois mètres. Le sol n'est pas assez nivelé pour traîner les canots et l'équipement. De plus, à mesure que le temps se réchauffe et que le courant les emporte plus au nord, le pack devient plus mince et se craquelle, rendant la progression difficile et dangereuse. Se déplacer sur la glace accroît le risque de voir les hommes séparés. De plus, si l'un des canots se retournait, il risquerait d'être sérieusement endommagé.
Shackleton commande deux tentatives de progression sur la glace. Lors de l'une de ces tentatives, l'équipe n'avance que de 18 km après sept jours d'efforts intenses. À ce rythme, il leur aurait fallu 200 jours pour atteindre leur objectif, bien plus que ne l'aurait permis leur réserve de vivres. Shackleton finit par renoncer à ce plan et l'équipe installe un nouveau camp sur la glace.
Les quelques kilomètres parcourus ont réduit considérablement leur stock de vivres : à cause des besoins caloriques nécessaires à leurs efforts, d'une part, et parce que l'équipage a dû abandonner une partie des provisions près du lieu du naufrage, d'autre part. Le phoque et le manchot, qui auparavant leur permettaient de varier les menus, deviennent l'aliment de base des repas, Shackleton souhaitant conserver les rations pour un usage futur. Le combustible qui est nécessaire pour se chauffer, cuisiner et fondre la glace pour obtenir de l'eau, est complété par de l'huile de phoque. En conséquence, lorsque les phoques et les manchots commencent, de manière inexplicable, à se faire rares, certains des hommes s'alarment et les rations alimentaires sont encore réduites. Finalement, les chiens de traîneau sont tous abattus.

### Le voyage en canot de sauvetage vers l'île de l'Éléphant

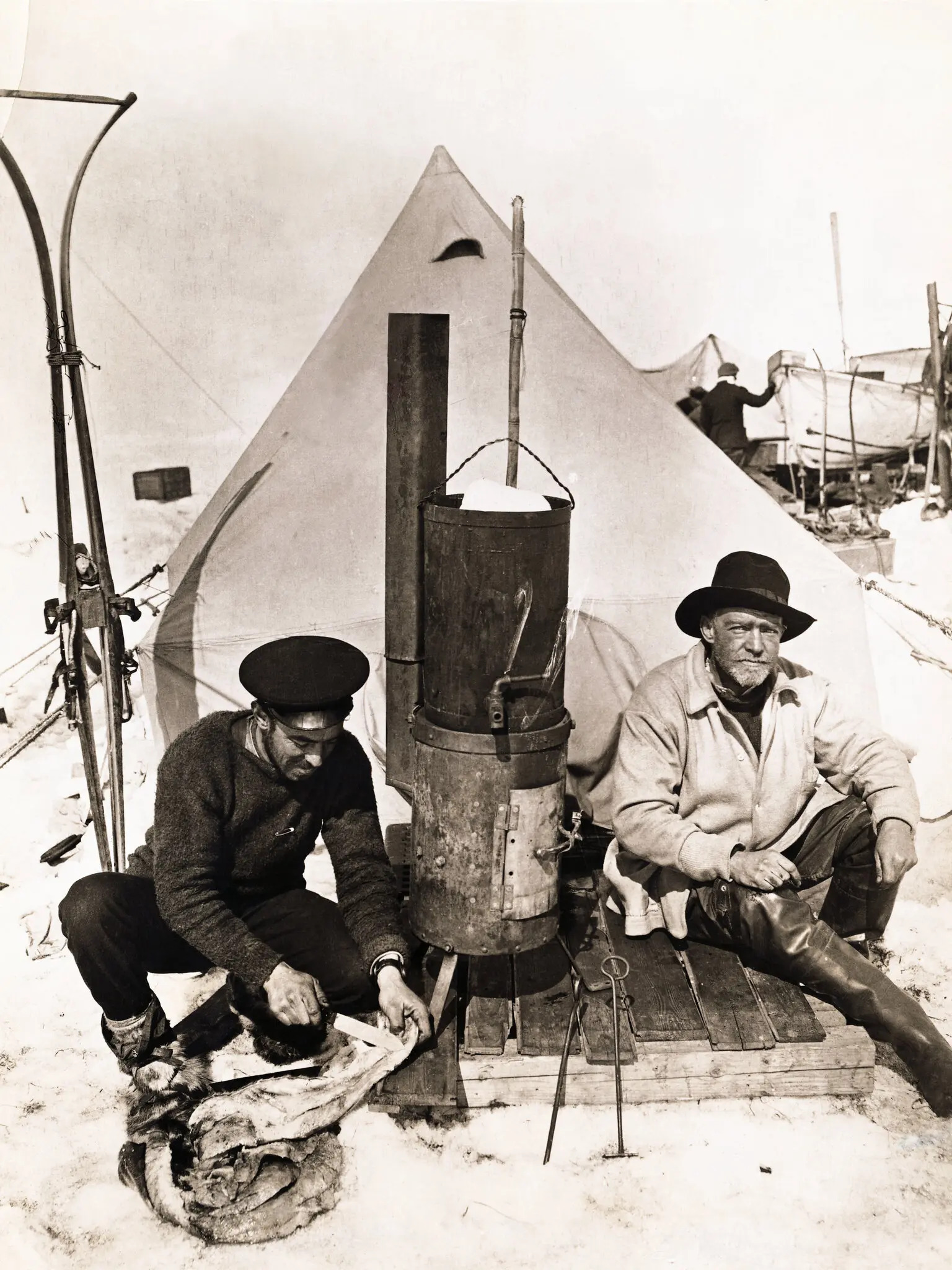
Frank Hurley et Ernest Shackleton au camp.

Le 9 avril 1916, les hommes sautent dans les canots car leur camp est sérieusement menacé par une rupture imminente de la banquise. Le bris des glaces permet une plus grande mobilité sur mer et Shackleton sait désormais où diriger son équipage. Il semble que la meilleure destination soit l'île de la Déception à 300 km environ à l'ouest de leur position, dans l'archipel des Shetland du Sud. Cette île est pourvue de provisions pour d'éventuels naufragés et possède également une petite église en bois qui pourrait être utilisé par le charpentier de l'expédition pour l'amélioration des canots de sauvetage. Les autres alternatives qui s'offraient à eux sont l'île de l'Éléphant et l'île Clarence, toutes deux ayant été précédemment à portée de vue au mois de mars 1916. Toutefois, malgré les avantages escomptés par un accostage sur ces îles, elles sont au bout de quelques jours hors d'atteinte.
Installés dans les canots, et même si la viande de phoque ne fait pas défaut, il s'avère très difficile d'entretenir le fourneau pour cuisiner et faire fondre la glace indispensable pour étancher leur soif qui bientôt les tourmente. Certaines nuits, la température descend à −20 °C et les hommes sont continuellement trempés par l'eau de mer. Beaucoup subissent les conséquences du gel et le moral du groupe est véritablement bas. Le manque de protection contre les éléments accordé par les canots les met dans une situation telle que Shackleton décide de conduire ses hommes au refuge le plus proche.
Après sept jours de navigation, ils mettent pied à terre sur l'île de l'Éléphant le 14 avril 1916.

### Le voyage duJames Caird
L'île de l'Éléphant n'est pas idéale pour l'attente de secours éventuels. Elle est inhospitalière car aride et constituée exclusivement de rochers, de neige et de glace. Malgré l'abondance de phoques et de manchots sur les côtes, il est difficile pour les hommes du groupe d'envisager une longue attente en ces lieux. L'arrivée très proche de l'hiver dans cette région est une source d'inquiétude et dès les premiers jours sur l'île, le mauvais temps sur le passage de Drake semble vouloir faire honneur à sa réputation. Enfin, l'île, loin du parcours prévu pour l'expédition, se trouve hors de toutes routes maritimes si bien que la possibilité d'apercevoir un navire et de recevoir un quelconque secours est bien mince.

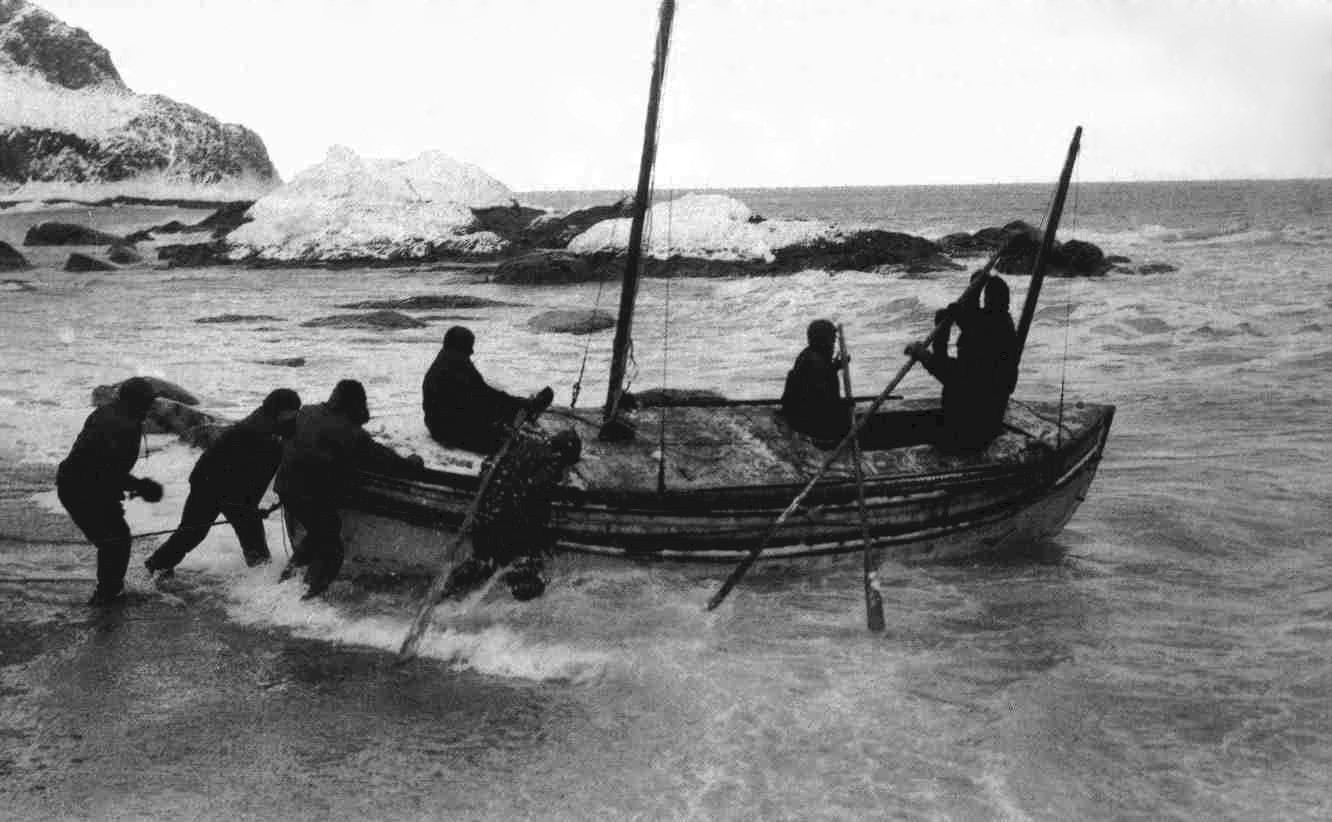
Le lancement du James Caird depuis les côtes de l'île de l'Éléphant le 24 avril 1916.

Shackleton comprend qu'il est essentiel de repartir immédiatement et que leur salut dépend de leur retour en Géorgie du sud. Il entreprend une navigation de plus de 800 miles (1 500 km) sur l'océan dans l'un de leurs canots de sauvetage avec un équipage réduit. Ce voyage en canot, le voyage du James Caird, reste une des traversées maritimes les plus exceptionnelles de l'histoire.
Pour cette traversée, Shackleton a sélectionné les marins les plus aguerris pour l'accompagner, John Vincent et Tim Mc Carthy, ainsi que l'officier expérimenté et décoré qu'est Thomas Crean. Shackleton a également recours au charpentier de l'expédition, Harry McNish, qui améliora le canot de sauvetage en surélevant ses bords, en renforçant sa quille et en construisant un pont improvisé fait de bois et de tissu, le tout enduit d'huile et de sang de phoque. La tâche ardue et difficile de la navigation est confiée à Frank Worsley.
Les eaux que Shackleton et son équipage doivent affronter dans leur canot de sept mètres de long lesté avec une demi tonne de galets et de sacs de sable sont connues pour être les plus difficiles du monde. Shackleton et Frank Worsley évoquèrent plus tard la violence des vents lors de cette navigation. Worsley mentionne le terme « eight bells »[réf. nécessaire], indiquant des vents et une mer de force 8 sur l'échelle de Beaufort. Des rapports météorologiques modernes confirment que des coups de vent de 60 km/h à 70 km/h sont enregistrés dans le passage de Drake en moyenne 200 jours par an engendrant des creux d'environ sept mètres. Worsley rapporte des lames de fond de 40 pieds à 50 pieds (13 m à 16 m) qui, de crête à crête, auraient été séparées d'un demi mille (800 m), se déplaçant à 40 km/h et des brisants qui arrivaient à la vitesse de 80 km/h.
Shackleton témoigne lui de ce que l'on appelle aujourd'hui une vague scélérate :

« À minuit, j'étais au gouvernail. Soudain, vers le sud, m'apparut une ligne claire dans le ciel. J'en prévins les autres ; puis, après un instant, je compris que la clarté en question n'était pas un reflet dans les nuages, mais la crête blanche d'une énorme vague ! Après vingt-six ans de navigation, je connaissais l'océan dans toutes ses humeurs, mais jamais je n'avais rencontré sur ma route une vague aussi gigantesque. C'était un puissant soulèvement qui n'avait rien de commun avec les hautes lames coiffées de blanc, nos ennemies inlassables. »

Les mauvaises conditions climatiques dans le passage de Drake et la mer de Scotia sont provoquées par la force de Coriolis des latitudes moyennes. Un peu plus au sud, cette force et l'absence de terres émergées provoquent un puissant courant atmosphérique d'est qui contourne l'Antarctique. Les effets de ce courant atmosphérique ininterrompu sont amplifiés par un puissant courant océanique provoqué par le goulet d'étranglement constitué par le cap Horn et la péninsule Antarctique, auquel s'ajoute une topographie sous-marine peu profonde. La position de départ de Shackleton sur l'île de l'Éléphant est de 61°S et sa destination de 54°S : l'équipage du James Caird navigue donc au cœur de ce que les marins appellent les « quarantièmes rugissants », les « cinquantièmes hurlants » et les « soixantièmes mugissants ».
Pour l'équipage, s'assurer en permanence de suivre la bonne route est vital. Les mauvaises conditions météorologiques, les tempêtes, l'horizon bouché et les creux importants compliquent considérablement la tâche mais relever la hauteur de la lune ou du soleil au-dessus de l'horizon est essentiel pour pouvoir déterminer la position du bateau. Cela n'est possible que quatre fois au cours de la traversée. En outre, Shackleton avait renoncé à emporter des vivres pour plus de quatre semaines. Ne pas toucher terre avant ce délai aurait mis en évidence une erreur de navigation et signifié leur perte dans ces eaux.
Le 8 mai 1916, après quinze jours de traversée, épuisé et assoiffé, l'équipage est en vue de l'île. Afin d'éviter un accostage de nuit sur une côte inconnue et non cartographiée, ils reprennent le large pour attendre le matin. Malheureusement, un orage éclate avec des vents de la force d'un ouragan. L'équipage fait front pendant neuf heures périlleuses, tentant de ne pas sombrer et d'éviter les récifs. Ils parviennent à atteindre la côte le 10 mai 1916 :

« Cependant je fixai l'amarre et, quelques minutes après, nous étions tous sur la plage sains et saufs. Un glouglou — douce musique — parvint à nos oreilles : nous découvrîmes bientôt un courant d'eau fraîche, presque à nos pieds, et en un instant nous étions à genoux, buvant à longs traits l'eau pure et glacée qui nous rendait la vie. Ce fut un moment merveilleux. »

D'autres n'ont pas cette chance : Worsley rapporta plus tard qu'un vapeur de 500 tonneaux naviguant de Buenos Aires vers la Géorgie du Sud avait rencontré le même orage et qu'il avait sombré.

### Traversée de la Géorgie du Sud

L'île de Géorgie du Sud et le trajet des hommes de Shackleton.

Shackleton décide d'accoster avec le James Caird dans la baie abritée du Roi Haakon au sud de l'île pour éviter les risques imposés par les vents dominants au nord. Il leur est donc nécessaire de traverser l'île par l'intérieur des terres pour rejoindre l'une des stations baleinières de la côte nord.
Le 19 mai 1916 à 2 heures du matin, après avoir laissé les trois membres les plus épuisés dans la baie du Roi Haakon, Shackleton, Worsley et Crean entreprennent une marche de 36 heures jusqu'à Stromness à une trentaine de kilomètres à vol d'oiseau. Cette marche sinueuse nécessite l'ascension de monts neigeux et de glaciers. Sans carte, ils se retrouvent parfois contraints à rebrousser chemin. En l'absence d'équipement adapté, ils improvisent des crampons avec des clous fixés à leurs semelles et utilisent l'herminette du charpentier en guise de piolet. Cet exploit inédit est effectué à une vitesse que des alpinistes chevronnés et équipés auraient du mal à atteindre de nos jours.
En arrivant à Stromness, Shackleton et son équipe sont accueillis par l'administrateur de la station et les baleiniers, admiratifs de leur aventure. McNish, McCarthy et Vincent sont, eux, secourus le lendemain par bateau dans la baie du Roi Haakon. Ils ne reconnaissent pas immédiatement Worsley à bord avec les baleiniers :

« Chose curieuse, ils ne reconnurent pas Worsley ; le bandit sale et chevelu qu'ils avaient quitté revenait pimpant et rasé. Ils le prenaient pour un des baleiniers. (…) Soudain ils comprirent qu'ils parlaient à celui qui, pendant un an et demi, avait été leur plus proche compagnon. »

### Le sauvetage des naufragés de l'ile de l'Éléphant

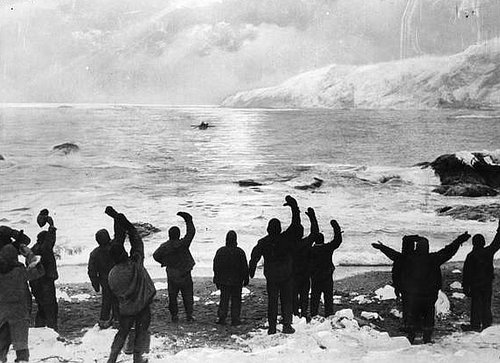
Les 22 hommes laissés sur l'île de l'Éléphant saluent le départ de Shackleton pour aller chercher les secours.

Depuis le départ du James Caird et jusqu'à la fin août 1916, vingt-deux hommes survivent sur l'île de l'Éléphant, commandés par Frank Wild, le fidèle second de Shackleton. Ils luttent contre les éléments de cette île inhospitalière en attendant le secours de Shackleton. Ce dernier écrit que les vents soufflant entre 112 km/h et 145 km/h sur l'île, mit les tentes en lambeaux. Même à 1 500 km plus au nord de la prise de l'Endurance dans les glaces, les températures continuent d'être négatives. Pour pouvoir survivre, les naufragés ont construit un abri de fortune en utilisant les deux canots de sauvetage restants comme toit et des pierres de la plage comme muret. Ce qu'il reste des tentes est cousu de manière à isoler la structure. Dans le même but, de la neige est empilée autour de l'abri. La cabane résiste aux blizzards et aux coups de vent violents. Le temps glacial leur fut finalement avantageux car il permit de conserver la viande de phoque du pourrissement et empêcha la neige fondue de pénétrer l'abri, désagréments qu'ils connurent lors des périodes de réchauffement.
Il faut quatre tentatives à Shackleton pour réussir à retourner sur l'île de l'Éléphant et parvenir à rapatrier ses hommes. Le départ de sa première tentative a lieu trois jours après son arrivée à Stromness le 23 mai 1916. Shackleton utilise le navire The Southern Sky qui se trouvait à quai au port de Stromness. Les pêcheurs locaux sont prompts à lui fournir l'aide nécessaire pour rejoindre l'île de l'Éléphant. Malheureusement, la banquise s'est étendue durant l'hiver et empêche le Southern Sky, qui n'est pas un brise-glace, de poursuivre. Shackleton fait marche arrière en direction de Port Stanley dans les îles Malouines. Depuis ce port, le 31 mai 1916 au soir, Shackleton contacte Londres par télégramme pour informer des déconvenues de son expédition. Il reçoit le lendemain le message suivant de la part du roi :

« Enchanté de vous savoir arrivé sain et sauf dans les îles Falkland, et espère que vos camarades sur l'île de l'Éléphant seront bientôt secourus. George R. I. »

Aucune aide officielle du Royaume-Uni, alors engagé dans la Première Guerre mondiale, ne peut être envisagée avant six mois[réf. nécessaire].
Shackleton poursuit sa tentative de sauvetage avec un bateau prêté par le gouvernement uruguayen, L’Instituto de Pesca No. 1 qui appareille le 10 juin 1916. Cette tentative se solde par un échec, la banquise empêchant la progression du bateau vers l'île de l'Éléphant. Il réitère le 12 juillet 1916 à bord d'un navire privé, l'Emma appartenant au britannique Allan McDonald rencontré à Punta Arenas au Chili. Cette tentative est, elle aussi, éconduite par les glaces.
Le 30 août 1916, quatre mois depuis son départ de l'île de l'Éléphant, Shackleton parvient à s'approcher de l'île à bord du navire chilien le Yelcho commandé par Luis Pardo. Les vingt-deux naufragés de l'île de l'Éléphant sont embarqués sains et saufs.

### La liste de l'équipe de la mer de Weddell (Endurance)

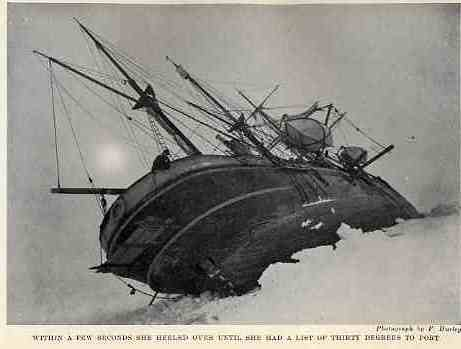
LEndurance coulant.

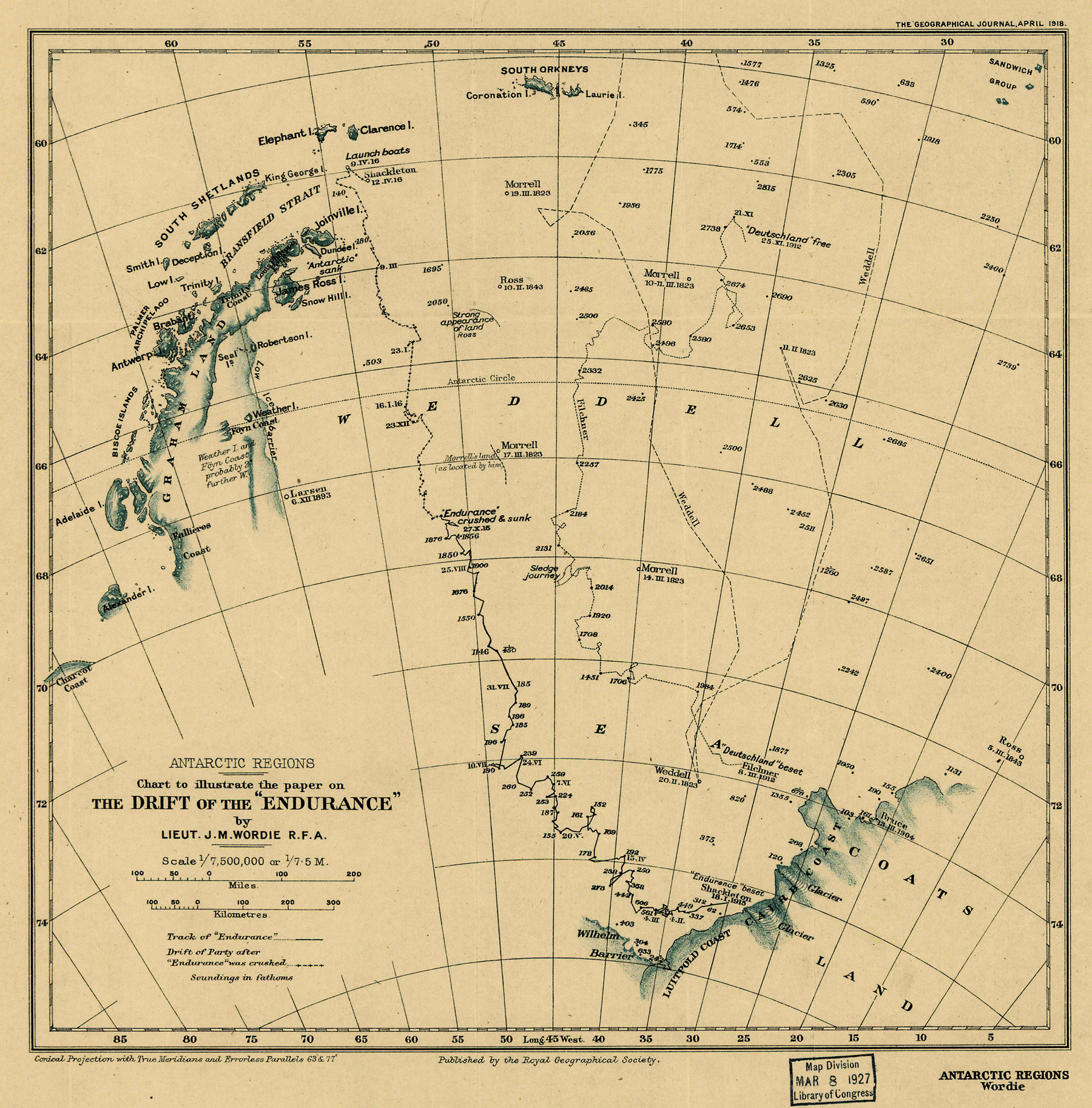
La dérive de lEndurance (1927).

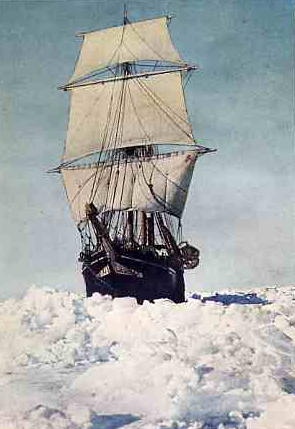
Le trois-mâts lEndurance qui a donné son nom à l'expédition. Photographie de Frank Hurley.

- Sir Henry Ernest Shackleton (1874-1922), commandant -  Irlande
- Frank Wild (1873-1939), second[note 25] -  Angleterre
- Frank Worsley (1872-1943), capitaine du navire -  Nouvelle-Zélande
- Frank Hurley (1885-1962), photographe -  Australie
- Hubert Hudson (1886-1942), officier de navigation -  Angleterre
- Lionel Greenstreet (1889-1979), 1er officier -  Angleterre
- Thomas Crean (1877-1938), 2e officier -  Irlande
- Alfred Cheetham (1867-1918), 3e officier -  Angleterre
- Lewis Rickinson (1883-1945), ingénieur en chef -  Angleterre
- Alexander Kerr (1892-1964), ingénieur -  Angleterre
- Dr. James McIlroy (1879-1968), chirurgien -  Irlande
- Dr. Alexander Macklin (1889-1967), chirurgien -  Angleterre
- Robert Clark (1882-1950), biologiste -  Écosse
- Leonard Hussey (1891-1964), météorologiste -  Angleterre
- James Wordie (1889-1962), géologue -  Écosse
- Reginald James (1891-1964), physicien -  Angleterre
- George Marston (1882-1940), artiste -  Angleterre
- Thomas Orde-Lees (1877-1958), magasinier et mécanicien moteur -  Angleterre
- Henry « Chippy » McNish (1874-1930), charpentier naval -  Écosse
- Charles Green (1888-1974), cuisinier -  Angleterre
- Perce Blackborow (1894-1949), cambusier (passager clandestin)[note 26] -  Pays de Galles
- William Stephenson (1889-1953), pompier chauffeur -  Angleterre
- Albert Holness (1892-1924), pompier et « chauffeur » -  Angleterre
- John Vincent (1879-1941), matelot (Able Seaman)[note 27] -  Angleterre
- Timothy McCarthy (1888-1917), matelot -  Irlande
- Walter How (1885-1972), matelot -  Angleterre
- William Bakewell (1888-1969), matelot -  États-Unis
- Thomas McLeod (1869-1960), matelot -  Écosse
- Mrs. Chippy, chat mascotte du navire
  - Sir Daniel Gooch (1869-1926), un musher -  Pays de Galles ne voyagea que jusqu'en Géorgie du sud et ne prit donc pas part à l'aventure proprement dite. Il s'occupera de préparer les 69 chiens de traîneau de cette équipe.

Cinq membres de l'expédition Endurance dont Shackleton avaient une expérience des voyages polaires. Ils avaient auparavant participé à certaines expéditions telles que Discovery (1901-1904), Nimrod (1907-1909), Terra Nova (1910-1913) et Antarctique australasienne (1911-1914). Certains participeront même à l'expédition Shackleton-Rowett (1921-1922) quelques années après l'Endurance.
Seuls quatre membres de l'équipage de l'Endurance n'ont pas reçu la médaille polaire : Harry McNish, John Vincent, William Stephenson et Albert Holness.

## Deuxième équipe et premiers dépôts d'approvisionnement

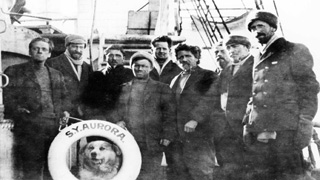
Une partie de l'équipage de l'Aurora à leur retour : Keith Jack, Alexander Stevens, Dick Richards, Ernest Wild, Irvine Gaze, Ernest Joyce, John Cope, Ernest Shackleton, John King Davis et le chien Oscar.

La deuxième équipe, appelée Ross Sea Party (« groupe de la mer de Ross »), est menée par Æneas Mackintosh et part de Londres pour Sydney. De là, elle doit rejoindre la mer de Ross puis traverser une partie de l'Antarctique à proximité de l'île de Ross pour déposer des vivres destinés à l'équipe de Shackleton qui arrive de l'autre côté du continent. Shackleton connaît bien cette région pour s'y être déjà rendu en 1908 lors de l'expédition Nimrod.
Partis de Hobart le 24 décembre 1914, douze hommes de l'Aurora débarquent avec des chiens de traîneau et des provisions le 21 janvier 1915. Ces hommes doivent apporter la nourriture et le carburant par traîneau à la latitude 80°S pendant l'été et, une fois arrivés sur place, construire un dépôt de nourriture pour l'équipe de Shackleton qui vient de la mer de Weddell. La construction d'autres dépôts plus au sud jusqu'au glacier Beardmore est prévue pour la saison 1915-1916. Ils hésitent sur leur lieu d'implantation car ils ont à l'esprit la possibilité de trouver de la nourriture au cap Crozier mais l'endroit ne se prête vraiment pas à l'installation d'abris.
Le 24 janvier 1915, Joyce, Gaze et Jack quittent le bateau avec une partie des approvisionnements. Mackintosh, Spencer-Smith et Wild font de même le jour suivant, suivis également par un autre groupe de six autres hommes avec un traîneau à moteur le 30 janvier. Mackintosh utilise beaucoup les chiens sans leur laisser le repos nécessaire, ce que Joyce lui signale. Mais Mackintosh s'inquiète du fait que Shackleton peut avoir besoin d'approvisionnements dès la première année.
Le 20 février 1915, ils atteignent 80°S. Le groupe des six est retourné en arrière lors du parcours, il ne reste donc plus que six hommes. Les hommes souffrent énormément du temps froid et venteux, du manque de nourriture, des maladies et de la mort rapide de 16 des 18 chiens qui les accompagnent.

### Tempête et perte de contact avec l'Aurora

Carte de l'île de Ross.

Le 7 mai 1915, une tempête vers le cap Evans rompt les amarres de l’Aurora. Le navire est entraîné vers le large par un vent violent. Mackintosh et son premier groupe, composé de Joyce, Jack, Cope, Wild et Hayward, sont déjà sur la banquise quand l'Aurora commandé par Stenhouse est emporté vers le large, ce qui prive l'équipe d'un moyen de repli et également de la majeure partie de ses provisions. Les hommes à terre occupent donc l'abri de l'expédition Terra Nova qui se trouve à proximité.
Malgré cela, ils s'élancent vers la barrière de Ross pour accomplir leur mission et créer les dépôts de vivres que doit utiliser Shackleton. Ils atteignent la péninsule de Hut Point, où se trouve le Hut Point, un dépôt abandonné par la précédente expédition Discovery de Robert Falcon Scott.
Le géologue Alexander Stevens, le photographe et aumônier Arnold « Padre » Spencer-Smith, le physicien australien Richard W. Richards et Irvine Gaze sont laissés dans cet abri pour des observations scientifiques, mais ceux-ci sont dépourvus de provisions, d'affaires personnelles et d'habits, ainsi que du carburant qui leur sont nécessaires, car tout est resté dans le navire. Seul un peu de biscuit, du thé et du cacao pour les stocks a été débarqué.
L’Aurora est, à l'instar de l’Endurance, pris dans les glaces au large. Ce n'est que le 14 mars 1916 que le navire peut reprendre la mer mais il nécessite des réparations importantes. Il fait alors route vers Port Chalmers en Nouvelle-Zélande au large duquel il est pris en charge par un remorqueur le 12 avril. Pendant ce temps, les dix hommes à terre sont livrés à leur propre sort.

### Nouveaux dépôts de provisions plus au sud
Le premier dépôt, le Minna Bluff, qui est proche de leur position, est construit en février mais le groupe ne peut que retourner à l'abri de l'expédition Discovery et non directement à celui du cap Evans. La seule façon d'atteindre cet abri plus grand est de traverser à pied le détroit de McMurdo et cela est seulement possible quand la glace se trouve bien gelée pour éviter qu'elle ne se brise sous le poids des explorateurs. Les six hommes doivent attendre une période plus froide. À leur retour le 2 juin, ils sont surpris de ne pas voir l'Aurora.
La moitié du travail d'approvisionnement n'a pas été complétée alors même que les hommes pensent que la survie de l'équipe de Shackleton dépend entièrement de ces dépôts.

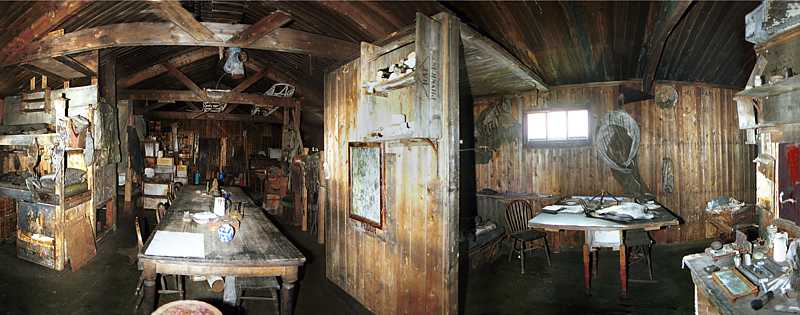
L'abri de l'expédition Terra Nova au cap Evans servit de principal camp de base en l'absence de lAurora.

L'équipe est alors contrainte de se contenter de ce qui lui reste. Ils fabriquent eux-mêmes leurs habits à partir de toiles de tente non utilisées, leurs chaussures et leurs sacs de couchage avec ce qu'ils ont sous la main. La plupart des hommes sont fumeurs et n'ont que peu de tabac, ils créent donc un « mélange de l'abri » à partir d'herbes marines, de sciure, de feuilles de thé et de café.
Ils travaillent inlassablement, non sans conflit, par un hiver rude pour assurer les approvisionnements et la construction des dépôts tout le long de la barrière de glace jusqu'au glacier Beardmore. Ils économisent autant que possible le carburant et la nourriture, se limitant essentiellement à de la viande de phoque, seule ressource non limitée.
En septembre, ils tentent de déplacer des approvisionnements du cap Evans à l'abri de l'expédition Discovery mais n'ont que peu de succès. Richards et Gaze s'acharnent aussi à réparer le traîneau à moteur, là aussi sans réussite. Le plan de Mackintosh est de continuer sans les chiens mais Joyce estime qu'ils sont le seul espoir de succès.
Le 9 octobre, neuf hommes quittent l'abri avec quatre chiens. Ils ont trois traîneaux et essayent de les grouper mais rapidement, ils se divisent en trois petits groupes.
Le 26 octobre, Joyce aperçoit un objet sur la glace : un piolet avec une note attachée dessus.

« 19 mars 1912.
Cher Monsieur, 
Nous sommes partis ici ce matin avec les chiens pour le « Hut point ». Nous n'avons placé aucun dépôt sur le chemin. Je n'ai pas eu la possibilité de laisser de note avant. »

Cette note provient en fait de l'équipe de secours menée par Apsley Cherry-Garrard à la recherche de Robert Falcon Scott et de son équipe lors de leur disparition pendant l'expédition Terra Nova. Cela leur rappelle qu'aucun secours ne leur sera envoyé.

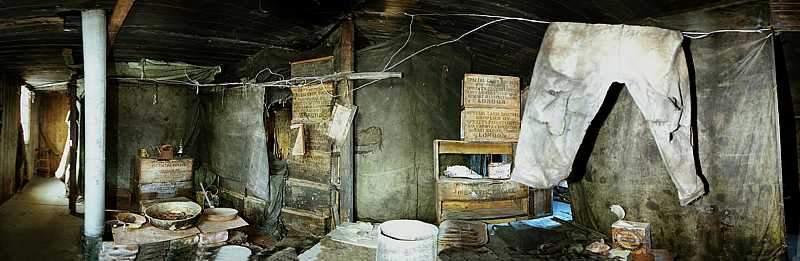
L'abri de l'expédition Discovery.

Au commencement, ils prévoient de faire plusieurs voyages à partir de l'abri jusqu'aux Corner Camp et One Ton Depot afin d'apporter les approvisionnements nécessaires pour le transport final. Puisque Shackleton a désigné Mackintosh comme responsable de l'équipe mais a indiqué que le musher expérimenté, Joyce, commande la partie dépôt de l'expédition, il y a de forts désaccords sur la façon de procéder.
À la suite d'un incident juste après le nouvel an, Cope, Jack et Gaze retournent à cap Evans tandis que les six autres continuent vers le sud en se préparant à de longs mois de parcours.
À mi-chemin du glacier Beardmore, Mackintosh préconise le transport manuel et son groupe en est très gêné car cet effort est associé au régime alimentaire peu calorique. Spencer-Smith, Mackintosh et lui-même souffrent de blessures et leur dernière nourriture fraîche remonte à octobre. Cependant, ils luttent et réussissent à créer les dépôts pour Shackleton, gardant seulement un minimum de provisions pour eux-mêmes.
En se rapprochant du dépôt final près du mont Hope et du glacier Beardmore à 82°30', Spencer-Smith s'effondre, incapable de continuer. Les autres le laissent seul dans la tente la plus petite et poursuivent à la marche les 35-40 milles (environ 55-65 kilomètres) restants pour créer le dernier dépôt en espérant que le repos aide Spencer-Smith à reprendre des forces. Mais, souffrant du scorbut, le repos ne l'aide pas et ils le retrouvent très mal-en-point à leur retour.

### Le long retour

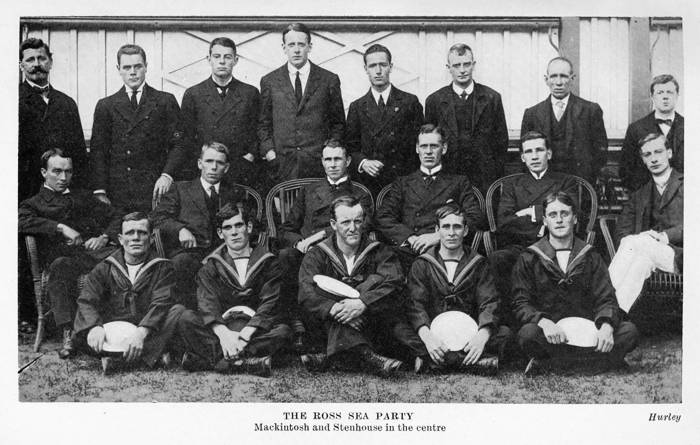
L'équipe de la Ross Sea Party peu avant le départ en expédition.

Ils commencent leur voyage de retour presque immédiatement avec Spencer-Smith, souffrant mais ne se plaignant pas, placé dans un traîneau. Mackintosh est aussi incapable de continuer, les deux hommes sont donc placés à bord de traîneaux qui sont remorqués. Ils luttent pour chaque étape, passant les dépôts 82°, 81° et 80°. Ils prennent assez de nourriture pour une semaine au dépôt de 80° mais après 5 jours, leur progrès est stoppé par une tempête de neige, les forçant à une réduction des rations pour tenir. Au 22 février, la ration de chaque homme est de seulement huit morceaux de sucre et une moitié de biscuit. Mackintosh demande aux autres de l'abandonner et de continuer. Dans le désespoir, Joyce, Richards et Hayward avancent pour rechercher la nourriture d'un dépôt à environ une quinzaine de kilomètres, laissant les invalides sur place. Tous les hommes sont touchés par le scorbut. Combattant des vents de près de 130 km/h, les chiens doivent rester trois jours sans manger alors que les hommes subsistent avec du thé et les restes des aliments pour chiens.
Joyce, Richards, Hayward et les chiens, gelés et aveuglés par les forts vents, sont forcés de camper deux fois sur un parcours de quinze kilomètres. Étonnamment, ils réussissent à trouver le plus grand des dépôts malgré la tempête de neige. Ils nourrissent les chiens affamés puis eux-mêmes avec un peu de farine d'avoine. Ils reposent les chiens pendant un jour et réparent leur tente déchiquetée.
Enfin, après une semaine, ils peuvent retourner avec des provisions du dépôt mais toujours sans aucune nourriture fraîche pour contrer le scorbut. Wild s'est occupé de Spencer-Smith, très affaibli et de Mackintosh mais ne dispose de presque plus de vivres. Voyant les autres revenir, Wild sort de la tente et met son harnais pour aider à tirer le traîneau. Mackintosh ne peut pas se tenir debout mais rampe dehors pour remercier le groupe de Joyce de leur aide.

### La mort de Spencer-Smith

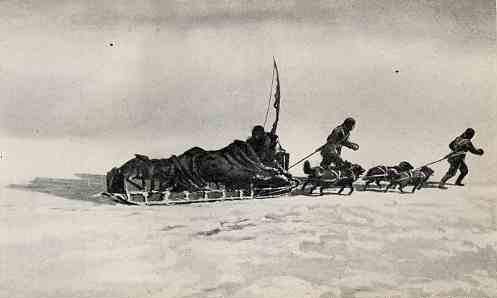
Mackintosh et Spencer-Smith sont remorqués dans le traîneau.

Les deux invalides sont placés sur des traîneaux pour le voyage de retour. Mackintosh est toujours très faible et glisse de son traîneau deux fois sans que le groupe ne s'en aperçoive. Ils doivent donc faire marche arrière pour le rechercher. Trop faibles eux-mêmes pour continuer de transporter les deux invalides, et avec Hayward s'écroulant à son tour, Mackintosh est laissé dans une tente. Joyce, Wild et Richards se dépêchent d'atteindre le Hut Point avec Spencer-Smith et Hayward. À 5 h 45 du matin le 9 mars, Spencer-Smith meurt à seulement quelques jours de l'abri et de sa provision de viande fraiche. Après l'avoir enterré, les quatre autres se dirigent vers l'emplacement de l'abri et y arrivent le 11 mars. Après s'être nourris de viande de phoque, ils repartent en arrière pour rechercher Mackintosh. Les cinq survivants sont saufs dans l'abri de l'expédition Discovery.

### La mort de Mackintosh et de Hayward
- Le trajet de la première équipe de Shackleton tel qu'il était prévu à l'origine[note 30]
- Le voyage de l’Aurora
- La tempête sur l’Aurora et sa prise dans le pack, laissant sur place une partie de l'équipe
- La mise en place des dépôts de provisions

L'équipe de Mackintosh sur une carte de l'Antarctique tel qu'il est connu de nos jours.

Mackintosh, Joyce, Richards, Hayward et Wild ont survécu mais sont maintenant coincés dans l'abri avec de la viande de phoque pour seule nourriture et du carburant. La glace est trop mince pour qu'ils risquent le voyage final du Hut Point au cap Evans. Le 8 mai 1916, Mackintosh, qui peut de nouveau tenir debout, annonce que lui et Hayward envisagent de marcher jusqu'au cap Evans. Ils partent donc malgré les objections de leurs compagnons et disparaissent dans l'heure à la suite d'un féroce blizzard. Les autres partent les rechercher après la tempête le 10 mai mais ne trouvent que les traces de leur traîneau au bord de la banquise cassée. Mackintosh et Hayward sont très probablement tombés sur de la glace trop mince qui a rompu sous leurs pas.
Richards, Joyce et Wild attendent jusqu'au mois plus froid de juin pour faire le voyage. Leur marche sur la glace du détroit de McMurdo est marquée par une éclipse lunaire inattendue alors qu'ils espéraient profiter de la pleine lune. Quand ils atteignent les trois autres à l'abri de l'expédition Terra Nova, ils ne trouvent aucun bateau. Ils se sentent très affectés par la mort de Mackintosh et de Hayward après une telle lutte pour survivre sur la barrière.
Complètement ignorants du destin de Shackleton et de son équipe sur la mer de Weddell et de la perte de l'Endurance, ils vivent un autre hiver en se demandant s'ils seront sauvés un jour.

### L'arrivée de Shackleton
En décembre 1916, après avoir sauvé les hommes restés sur l'île de l'Éléphant, Shackleton part pour la Nouvelle-Zélande où l'Aurora a été réparé. Shackleton met les voiles pour l'île de Ross afin de secourir des hommes dont il n'a pas de nouvelles.
Le soulagement final survient le 10 janvier 1917 lorsque Richards en train de chasser des phoques voit un bateau à l'horizon. C'est l'Aurora. Shackleton demande immédiatement combien d'hommes ont survécu. Il apprend alors que trois membres de l'expédition ont péri, l'un au cours de la mission de dépôt de vivres — qui s'avère un succès inutile — et deux autres sur la mer de Ross.
Les survivants sont rapatriés à Wellington.

### Une épopée méconnue
Les hommes de l'équipe de la mer de Ross ont passé sur la glace un nombre de jours qui reste aujourd'hui rarement égalé. Ils sont les derniers occupants des abris des expéditions Discovery et Terra Nova.
Leurs souffrances sont difficilement imaginables avec des températures aussi basses que −45 °C, des vents d'une force extraordinaire, le manque de nourriture et d'eau, les gelures, les cécités dues à la neige, le scorbut, le manque de sommeil, les tentes déchirées et des vêtements et des chaussures inadaptés et détrempés. Ils ont supporté ces douleurs grâce à un sens du devoir qui les a amenés à se priver d'une nourriture dont ils avaient le plus grand besoin pour remplir les dépôts que devait utiliser l'expédition de Shackleton.
Seuls quatre chiens ont survécu : Oscar, Gunner, Con et Towser ; mais Con a été tué par les autres chiens la veille de l'arrivée du secours. Les trois chiens ont été confortablement placés au zoo de Wellington.
Leur histoire reste méconnue par rapport à celle de l'équipe principale bien que Shackleton y consacre une partie importante de son livre L'Odyssée de l'Endurance,.
Sur la péninsule de Hut Point se trouvent aujourd'hui deux stations de recherche scientifique, McMurdo (États-Unis) et Scott (Nouvelle-Zélande). Les abris de l'équipe de la mer de Ross existent toujours, en partie reconstitués et protégés par la Nouvelle-Zélande qui revendique l'île de Ross dans la dépendance de Ross. L'inscription de Richards sur sa couchette avec une liste des disparus peut encore y être lue.
L'épave de l'Endurance est retrouvée en 2022 dans la mer de Weddell. Elle est découverte parfaitement bien conservée par 3 000 m de fond.

### La liste de l'équipe de la Mer de Ross (Aurora)

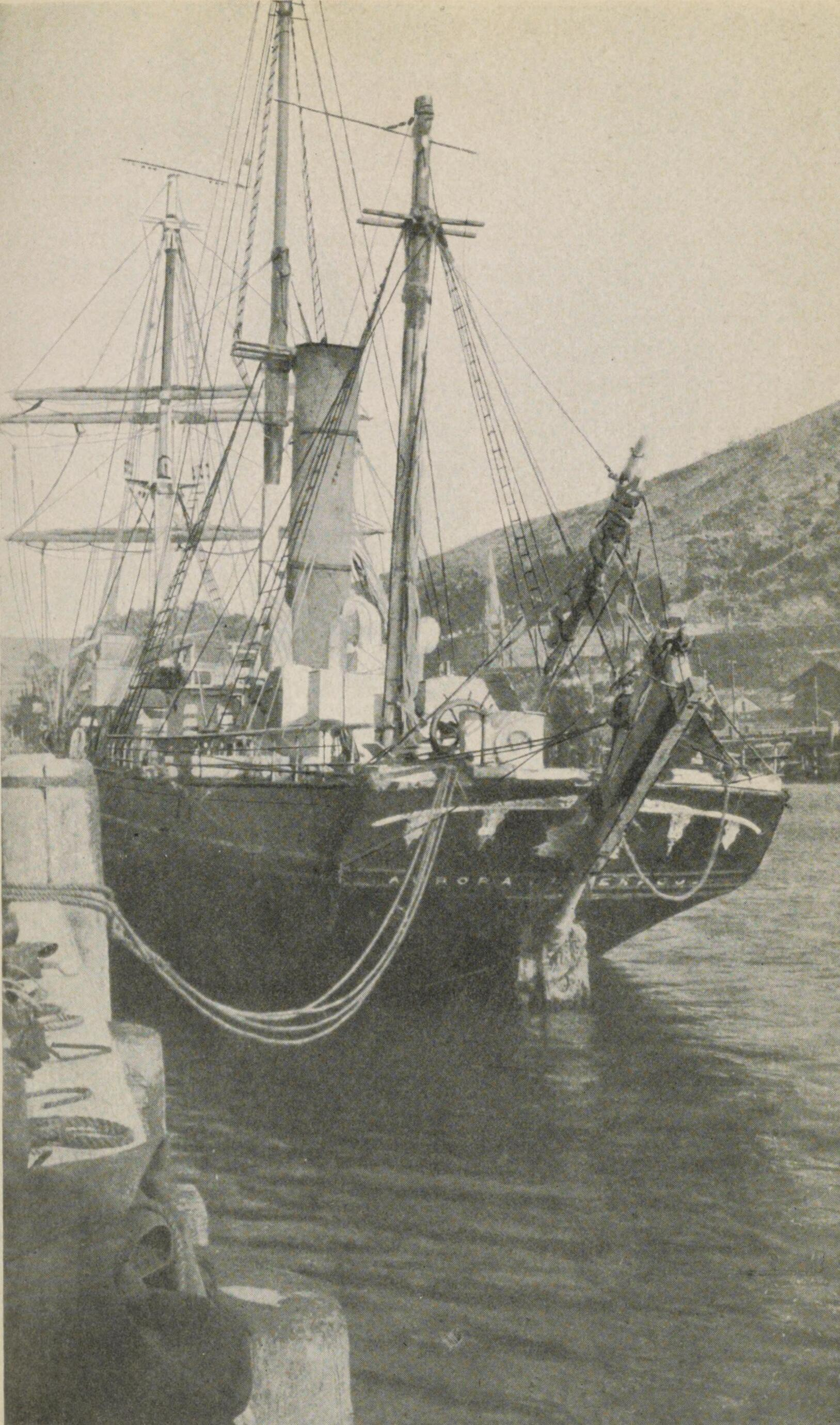
L’Aurora à quai.

- Æneas Mackintosh (1879-1916 †), commandant -  Angleterre
- Joseph Stenhouse (1887-1941), capitaine du navire -  Écosse
- Ernest Joyce, musher et second, accompagné de 18 chiens de traîneau -  Angleterre
- Alexander O. Stevens, géologue et responsable scientifique
- Andrew Keith Jack, physicien -  Australie
- Richard W. Richards, physicien -  Australie
- Arnold Spencer-Smith (1883-1916 †)[57], aumônier et photographe -  Angleterre
- Irvine Owen Gaze
- Ernest Wild[note 25] -  Angleterre
- John Lachlan Cope
- Victor Hayward (1916 †)
- Lionel Hooke
- Aubrey Ninnis
- C. Mauger
- Aitken
- A. Thompson
- Haywood

Certains membres de l'expédition avaient une expérience des voyages polaires en ayant auparavant fait partie d'une autre expédition.
Liste non exhaustive - Source

## Le retour à la vie civile… et militaire

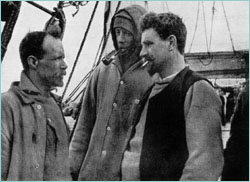
Wild, Richards (?) et Joyce.

Ces hommes qui sont rapatriés reviennent dans un monde en guerre, et pour beaucoup c'est à peine arrivés dans leurs pays d'origine qu'ils doivent repartir à la guerre dans les tranchées ou en mer. Le bilan, dressé par Shackleton lui-même, donne trois morts et cinq blessés. À ce titre, on peut évoquer le destin tragique entre tous de Timothy McCarthy qui après avoir survécu à la traversée sur le James Caird a été le premier à perdre la vie dès 1917 au champ d'honneur lors d'un combat naval.
À l'origine, il n'était pas prévu que les marins et les scientifiques cohabitent si longtemps et il a fallu d'importantes qualités de leadership pour que la situation ne dégénère pas tout d'abord grâce à Shackleton puis à Frank Wild sur l'île de l'Éléphant, que ce soit dans l'oisiveté de la dérive sur le pack ou en situation de survie après la perte du navire. Il est notable qu'au cours de cette expédition, Shackleton a conquis l'estime de certaines personnes qui ne le connaissaient pas et qui n'ont pas hésité à repartir sous ses ordres lors de son dernier voyage.
Des observations scientifiques menées, peu d'éléments ont survécu. Shackleton a dû faire des choix stricts après la perte du navire et lors des déménagements parfois soudains sur la glace, laissant à chaque fois derrière lui du matériel. Toutefois, il a constamment veillé à ce que Hurley conserve un maximum de clichés et que chaque membre de son groupe garde par devers lui le journal qu'il tenait. Il n'a jamais perdu de vue qu'il lui faudrait à son retour témoigner de leurs aventures. D'ailleurs, même si les chercheurs qui se sont intéressés à cette expédition ont eu accès à tout ou partie des nombreux journaux tenus par certains de ses participants, aucun de ces journaux n'a fait l'objet d'une publication intégrale. De telles publications permettraient sans doute au public d'approcher d'encore un peu plus près ce qu'ont vécu ces hommes.

## Controverse sur la célèbre annonce

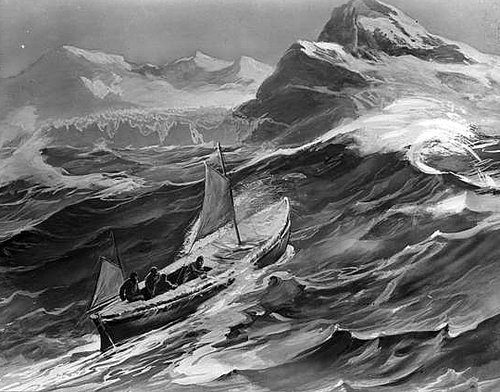
Dessin représentant le James Caird en route vers la Géorgie du sud publié dans le livre South de Shackleton en 1919.

Une annonce souvent citée ou reproduite, avec des variantes, est associée au lancement de cette expédition :
« Men Wanted: For hazardous journey. Small wages, bitter cold, long months of complete darkness, constant danger, safe return doubtful. Honour and recognition in case of success. »

« On demande des volontaires : pour un voyage dangereux. Faible rémunération, froid glacial, longs mois d'obscurité totale, danger permanent, retour sain et sauf non assuré. Honneur et prestige en cas de succès. »

Bien qu'on attribue généralement cette annonce à Ernest Shackleton et qu'on estime qu'elle a fait l'objet d'une publication dans un journal de Londres peu de temps avant le début de l'expédition, certains ont remis en cause le fait que ce texte ait été écrit par Shackleton, ne serait-ce que parce que le texte est très provocateur et littéraire dans sa forme.
Un site web a promis 100 dollars à qui serait capable de retrouver l'annonce originale. Aucun gagnant ne s'est manifesté et beaucoup de personnes ont suggéré qu'il y a de grandes chances que cette annonce n'ait jamais existé. Parmi ces personnes, une a avancé l'hypothèse que l'annonce a été créée par Julian Watkins, l'auteur de 100 Greatest Advertisements publié en 1958, en mettant en avant le fait que bien que cette annonce soit positionnée en tête de liste, elle n'est accompagnée d'aucune photographie de l'originale comme c'est le cas pour les autres annonces mises en avant.
Une autre personne a exhumé une vraie annonce, longue de plusieurs paragraphes, que Shackleton avait fait publier dans un numéro du Geographic Journal. De toute façon, ce texte est tellement associé dans la mémoire collective à Shackleton, à quelques variantes près, que beaucoup d'ouvrages sur l'explorateur mentionnent cette annonce même s'ils reconnaissent qu'elle n'est peut-être pas authentique.

## Postérité
L'expédition a laissé des traces dans la toponymie de l'Antarctique :
- Falaises Endurance (82° 47′ S, 155° 05′ E) entre les monts Summerson et Albright.
- Dorsale sous-marine Endurance (62° 30′ S, 40° 00′ O).
- Côte de Caird (76° 00′ S, 24° 00′ O) entre l'extrémité du glacier Stancomb-Wills et les environs du glacier Hayes. Côté longé par Shackleton en janvier 1915.
- Crique Stancomb (62° 56′ S, 60° 41′ O).
- Glacier Stancomb-Wills (75° 18′ S, 19° 00′ O).
- Langue glaciaire Stancomb-Wills (75° 00′ S, 22° 00′ O).

À la pointe Wild de l'île de l'Éléphant, a été érigé un buste du capitaine Luis Pardo, qui commandait le garde-côte chilien Yelco qui secourut les membres de l'équipage de l'Endurance le 30 aout 1916. Ce monument est classé comme monument historique de l'Antarctique.

## Repères chronologiques
|  | Date             | Durée depuis le départ de Londres | Description                                                                        |
|  | ---------------- | --------------------------------- | ---------------------------------------------------------------------------------- |
|  | 5 décembre 1914  | 3 mois et 27 jours                | Départ de Grytviken en Géorgie du sud                                              |
|  | 7 décembre 1914  | 3 mois et 29 jours                | Entrée dans le pack                                                                |
|  | 19 janvier 1915  | 5 mois et 10 jours                | L’Endurance bloqué dans la glace                                                   |
|  | 27 octobre 1915  | 14 mois et 19 jours               | L'équipage abandonne l’Endurance                                                   |
|  | 21 novembre 1915 | 15 mois et 13 jours               | L’Endurance sombre                                                                 |
|  | 9 avril 1916     | 20 mois et 1 jour                 | Mise à la mer des canots                                                           |
|  | 14 avril 1916    | -                                 | Accostage sur l'île de l'Éléphant                                                  |
|  | 24 avril 1916    | -                                 | Départ sur le James Caird. Les 22 hommes restants campent sur l'île de l'Éléphant. |
|  | 10 mai 1916      | -                                 | Arrivée en Géorgie du sud                                                          |
|  | 20 mai 1916      | 21 mois et 12 jours               | Arrivée à Stromness                                                                |
|  | 30 août 1916     | 24 mois et 22 jours               | Les secours à bord du Yelcho arrivent à l'île de l'Éléphant                        |

|  | Date               | Description                                                                   |
|  | ------------------ | ----------------------------------------------------------------------------- |
|  | 24 décembre 1914   | Départ de Hobart                                                              |
|  | 16 janvier 1915    | Accostage au cap Evans                                                        |
|  | 24 janvier 1915    | Débarquement sur la glace et établissement des premiers dépôts de provisions  |
|  | 28 février 1915    | Début du retour vers le camp de base                                          |
|  | 25 mars 1915       | Arrivée au Hut Point et attente                                               |
|  | 7 mai 1915         | L’Aurora rompt les amarres et dérive vers le large                            |
|  | 1er septembre 1915 | Lancement de la nouvelle campagne de dépôts de provisions depuis le cap Evans |
|  | 18 janvier 1916    | Dépôt à 82°S                                                                  |
|  | 27 janvier 1916    | Arrivée 83°30'S et retour vers le camp de base                                |
|  | 9 mars 1916        | Mort de Spencer-Smith                                                         |
|  | 11 mars 1916       | Retour provisoire au Hut point                                                |
|  | 18 mars 1916       | Les cinq hommes s'installent au Hut point                                     |
|  | 8 mai 1916         | Disparition de Mackinstosh et Hayward                                         |
|  | 15 juillet 1916    | Retour au cap Evans et attente                                                |
|  | 10 janvier 1917    | Arrivée des secours                                                           |

### Média
- (en) Fichier de l'expédition Endurance pour Google Earth Visite guidée de l'expédition sur Google Earth.
- « L’épave de l’« Endurance » d’Ernest Shackleton retrouvée au large de l’Antarctique », Le Monde, 9 mars 2022.

#### Par les membres de l'expédition
- Ernest Shackleton (préf. Paul-Émile Victor), L'Odyssée de l'Endurance, Phébus, coll. « Libretto », 1988, 330 p.
- Ernest Shackleton (trad. de l'anglais par Marie-Louise Landel), L'Endurance 1914 - 1917, Paris, Éditions Pausen, octobre 2013, 365 p. (ISBN 978-2-91655-239-2)
- (en) Frank Worsley, Endurance, Philip Allen, 1931
- (en) Frank Worsley, Shackleton's Boat Journey, Édimbourg, Birlinn, 2000 (ISBN 1-84158-063-5)

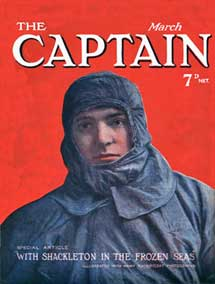
Couverture de la revue The Captain avec un reportage d'Ernest Shackleton.

- (en) Richard W. Richards, The Ross Sea Shore Party, 1914-17, Cambridge, The Scott Polar Institute, 1962
- (en) Frank Hurley, South with Endurance : Shackleton's Antarctic Expedition, 1914-1917, Bloomsbury Publishing PLC, 2004, 240 p. (ISBN 978-0-7475-7534-4)
- (en) Leonard Hussey, South with Shackleton, Sampson Low, 1949

#### Par d'autres auteurs
- Caroline Alexander, Les Survivants de l'Antarctique : L'Odyssée Shackleton, Solar, 1998En collaboration avec le Muséum américain d'histoire naturelle à l'occasion de l'exposition organisée à New York sur ce thème en 1999.
- Bertrand Imbert et Claude Lorius, Le grand défi des pôles, Gallimard, coll. « Découverte », 2006
- Pascal Bertho et Marc-Antoine Boidin, Endurance, Guy Delcourt Productions, 2013, 132 p. (ISBN 978-2-211-21054-6)
- Brigitte Lozerec'h, Sir Ernest Shackleton Grandeur et endurance d'un explorateur, Éditions du Rocher, 2004, 607 p. (ISBN 978-2-268-04831-4)
- (en) Lennard Bickel, Shackleton's Forgotten Argonauts, Macmillan, 1982
- (en) Alfred Lansing, Endurance, Weidenfeld & Nicolson, 2000, 277 p. (ISBN 978-0-297-64680-8)
- (en) Richard W. Richards, The Ross Sea Shore Party, 1914-1917, Scott Polar Research Institute, 1962
- (en) Kelly Tyler-Lewis, The Lost Men : The Harrowing Story of Shackleton's Ross Sea Party, Bloomsbury Publishing PLC, 2006, 366 p. (ISBN 978-0-7475-6926-8)

### Films documentaires
- South par le photographe de l'expédition Frank Hurley (1919)
- Endurance (The Endurance: Shackleton's Legendary Antarctic Expedition) (2000)[62]

### Documentaires
- Shackleton : Une Aventure Dans l'Antarctique (Shackleton's Antarctic Adventure) (2001)[63]
- Franck Hurley, l’œil de Shackleton, Thalassa (2006)
- Shackleton dans les glaces de l'Antarctique (Shackleton's Captain) (2012)[64]

### Fictions
- Shackleton, mini-série en 4 épisodes (1983)[65]
- Shackleton ou Shackleton, aventurier de l'Antarctique, téléfilm en deux parties diffusé le 7 avril 2002 avec Kenneth Branagh dans le rôle-titre[63].
- Endurance : The Story of Ernest Shackleton, un film en préparation dont la sortie est prévue pour 2015.
- Mirko Bonné, Un ciel de glace, Rivages, 2008, 432 pages.